# 维陶塔斯大帝大学
维陶塔斯大帝大学（VDU）是立陶宛考那斯的一所公立大學。該校於1922年波蘭-立陶宛戰爭期間建立，曾作為臨時國家大學。
大学創校初名立陶宛大學。1930年，為紀念維陶塔斯大帝逝世500周年，更名為维陶塔斯大帝大学。該校為立陶宛最有聲譽的大學之一，共約有8800多名學生，教職員約1000餘人。

## 歷史

### 創校
立陶宛的高等教育史可以追溯到1579年耶稣会會士在维尔纽斯創建的學院，而該學院也成為後來的維爾紐斯大學。1832年十一月起义後，俄羅斯帝國沙皇尼古拉一世強制關閉維爾紐斯大學。

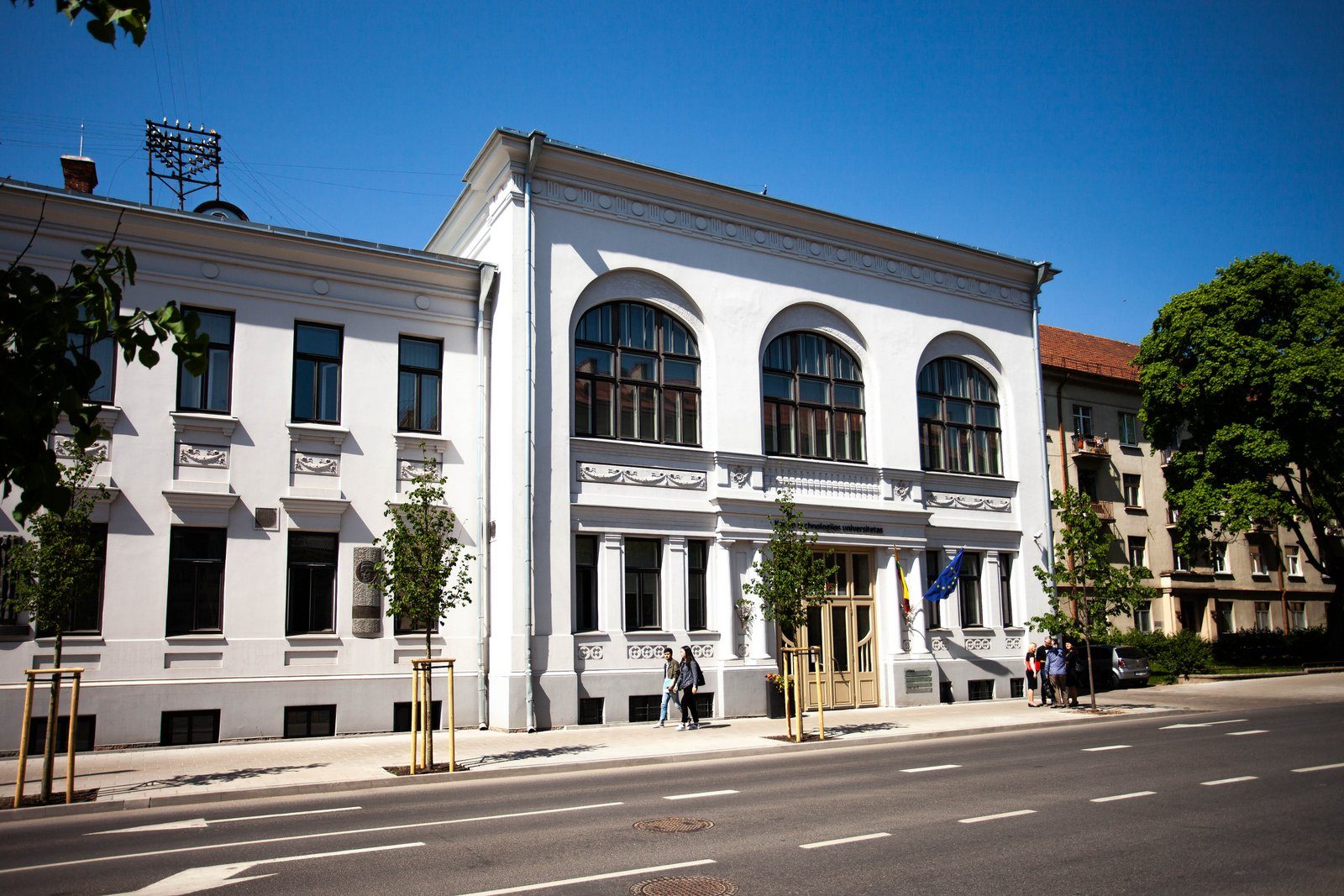
高等教育課程大樓，後來變成立陶宛大學，即該校的前身。

1918年，立陶宛獨立後，國民大會決議重建维尔纽斯大学，然而復校之議在實行之前，維爾紐斯即遭到波蘭佔領，首都移往考納斯。因此國家大學的計畫也轉往考納斯設置。1920年1月27日，正負在考納斯建立高等教育課程，為後來創設大學奠下基礎。1922年2月16日，政府決定在考納斯建立立陶宛大學，設有神學暨哲學研究院、人文學院、法學院、數學院、自然科學院、醫學暨科技學院等6個學院。1924年，農學院自數學院及自然科學院的農林學科獨立而成。1936年，獸醫學院自醫學院獸醫學科獨立出來。
1930年，為紀念立陶宛歷史上領土擴張最多的君主維陶塔斯大帝逝世500周年，該校更名為维陶塔斯大帝大学（拉丁語：Universitas Vytauti Magni），「馬格努斯」為「大帝」之意。

### 戰間期
該校在維爾紐斯大學的復校上，扮演重要的角色。1939年冬，人文學院和法學院遷往維爾紐斯以籌備復校，數學院及科學院則於隔年夏天遷移。後來蘇聯佔領波羅的海國家，於1940年夏天強迫該校改名考納斯大學。1941年立陶宛科學院成立，該校教師扮演重要角色。

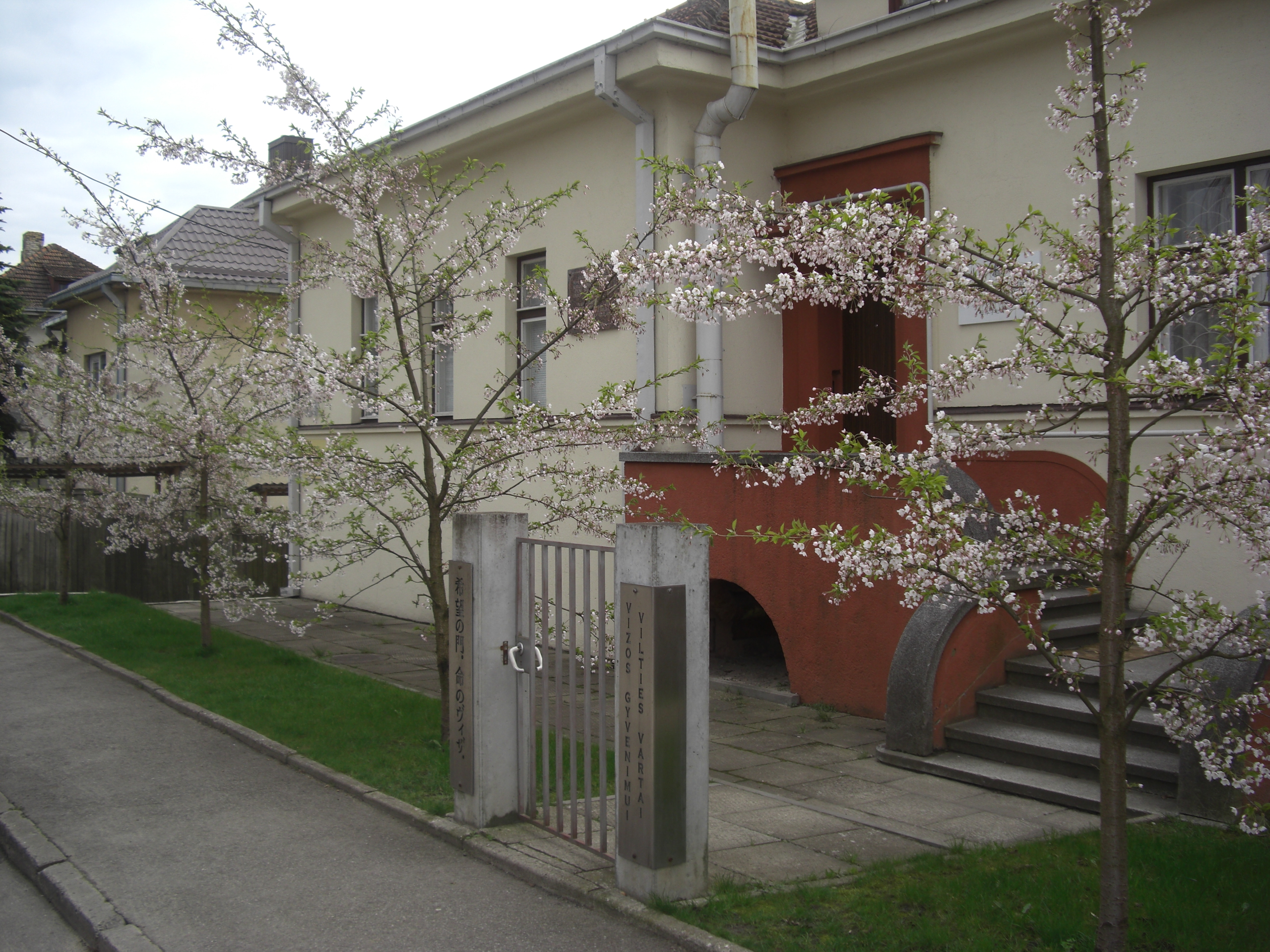
該校的亞洲研究中心杉原樓，紀念前日本駐立陶宛代領事杉原千畝。

1941年夏，納粹德國佔領立陶宛，立陶宛臨時政府成立。臨時政府上台後，復將考納斯大學改回原名维陶塔斯大帝大学。後來因為有些立陶宛人拒絕成立黨衛隊，因此納粹政府於1943年3月強制關閉該大學。二次世界大戰結束後，蘇聯又於1944年秋重啟該大學，設立歷史暨哲學院、醫學院、建築學院，及科技學院。1949年，哲學院遷往維爾紐斯大學。該校於1950年10月31日被拆分為考纳斯理工大学和考納斯醫學院，剩下主要是人文社科院系。

### 重建与兼并
1989年4月28日，立陶宛最高蘇維埃宣布重啟維陶塔斯·馬格努斯大學的計畫，同年7月4日通過重建大學的法令。7月22日的共和國部長會議公布復校期間的大學臨時章程。

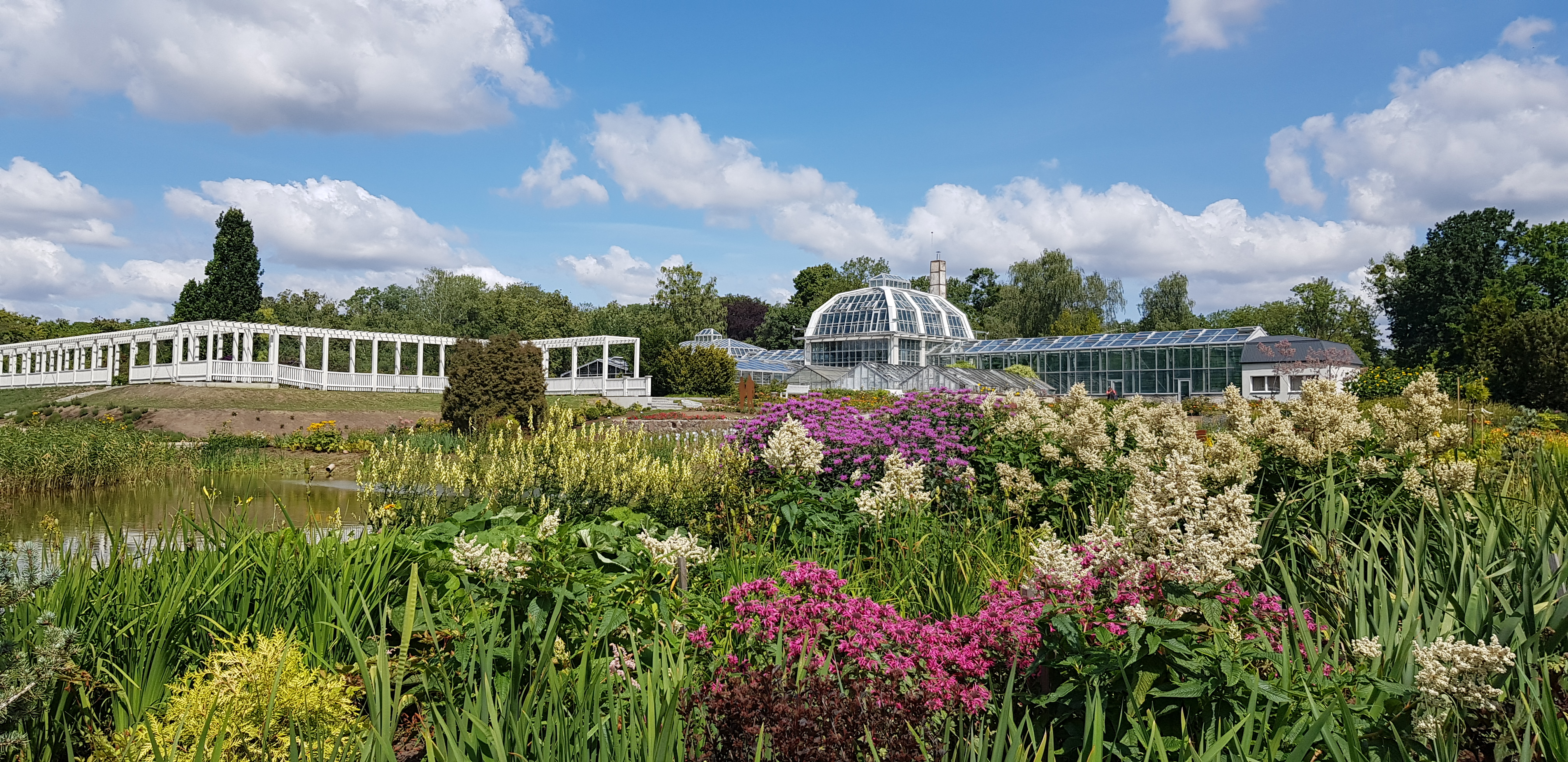
維陶塔斯馬格努斯大學植物園

1994年，梵蒂岡教育部同意將該校哲學暨神學院以及考納斯跨教區神學院（Interdiocesan Seminary of Kaunas）合併，形成維陶塔斯·馬格努斯大學的天主教神學院。
2011年，立陶宛音樂與戲劇學院的考納斯學院併入維陶塔斯·馬格努斯大學，並重組為該校的音樂學院。
2019年，亞歷山大·斯圖爾金斯基斯大學和立陶宛教育科學大學併入維陶塔斯·馬格努斯大學，分别成为大学的农学院和教育学院。

## 建築
該校下设经济与管理学院、理学院、人文学院、信息学院、天主教神学院、艺术学院、政治学与外交学院、社会科学学院、法学院、创新研究所、外国语研究所、农学院、教育学院、音乐学院和大学植物园。

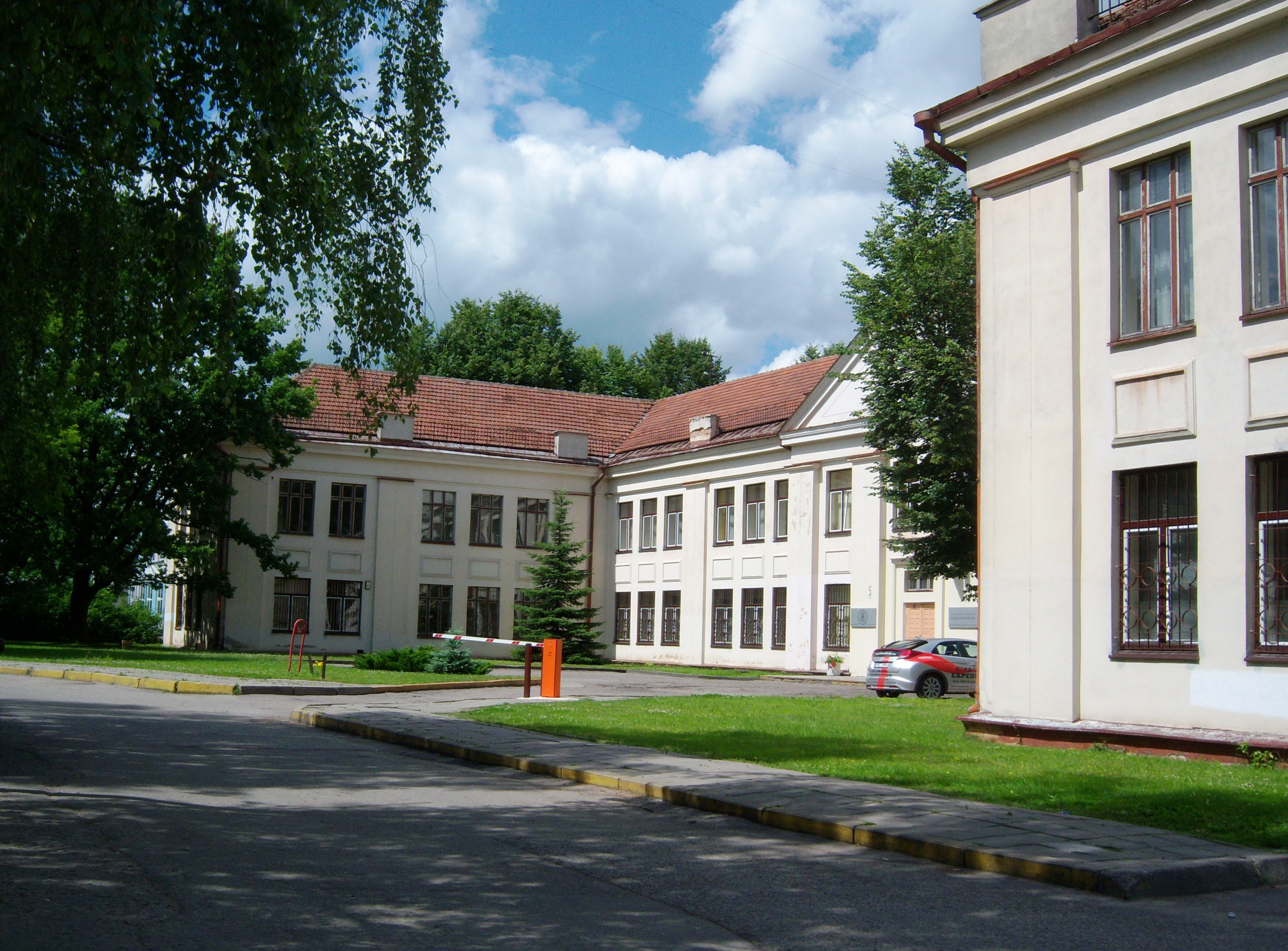
音樂學院
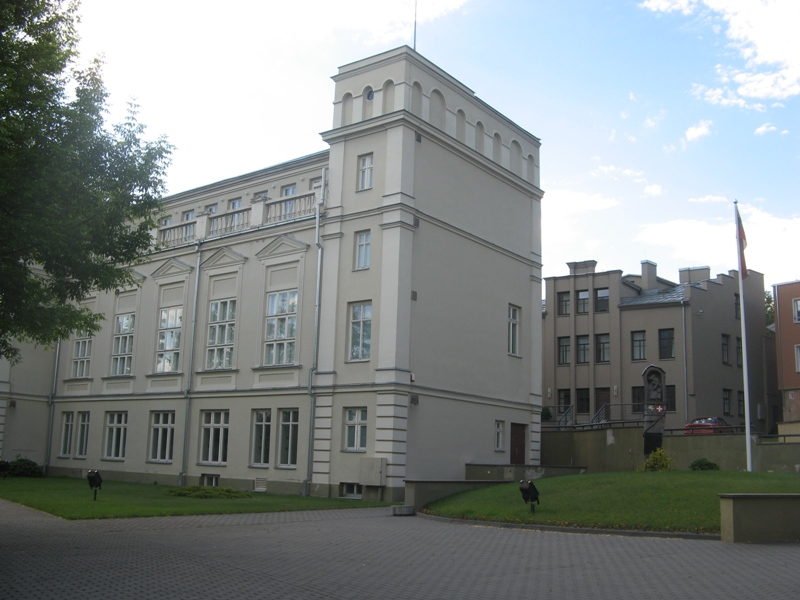
天主教神學院
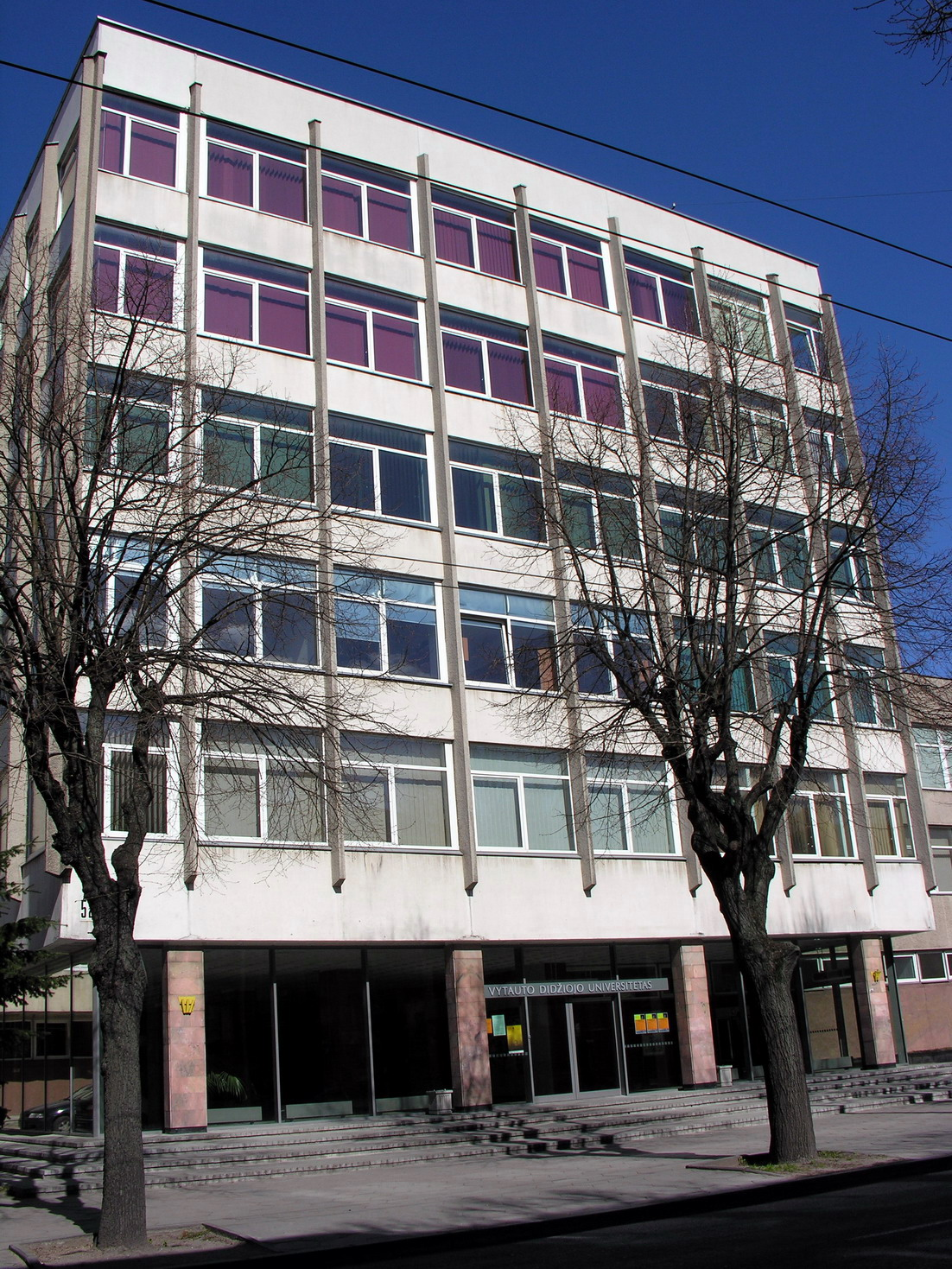
創新研究院
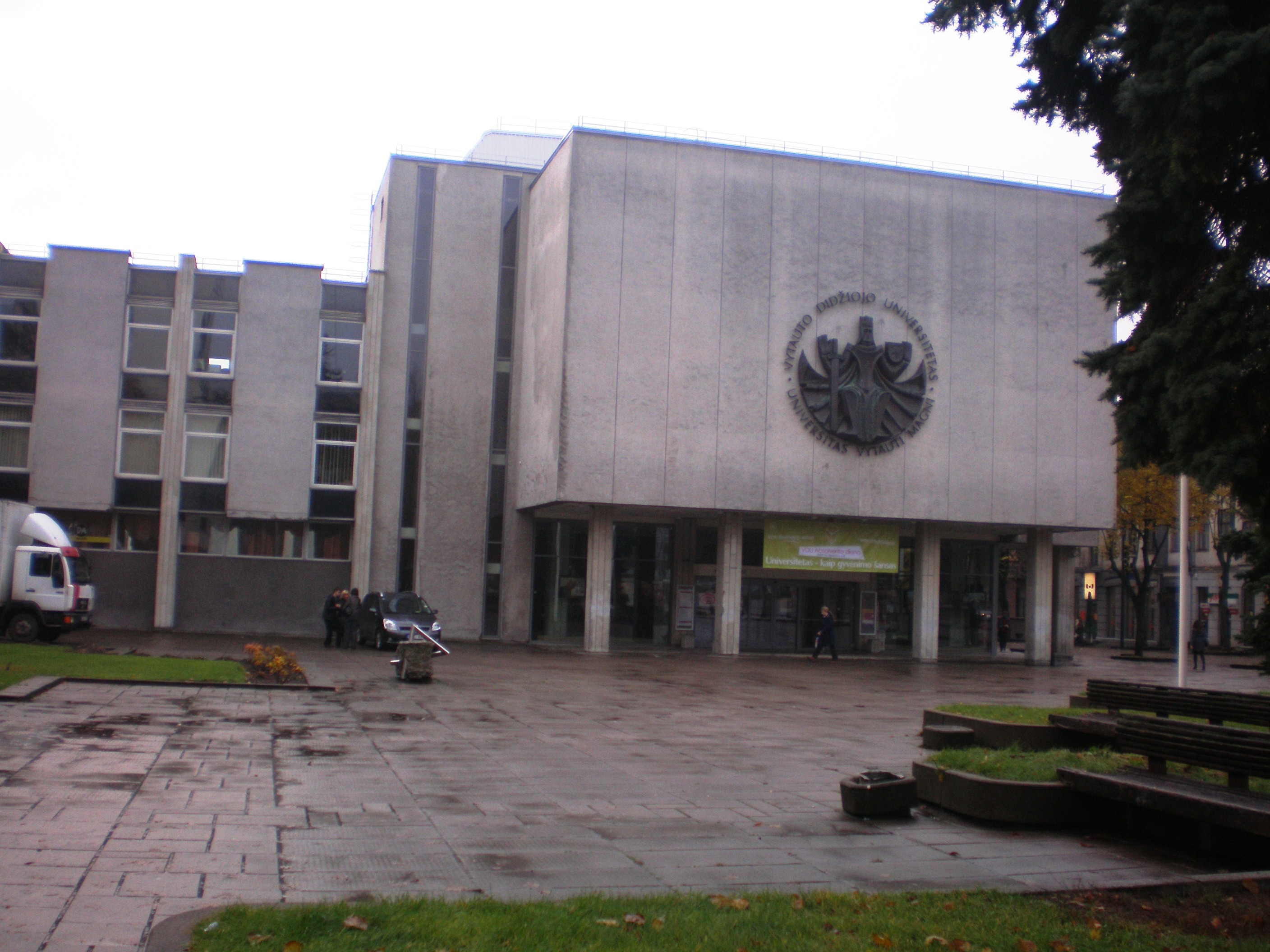
經濟與管理學院
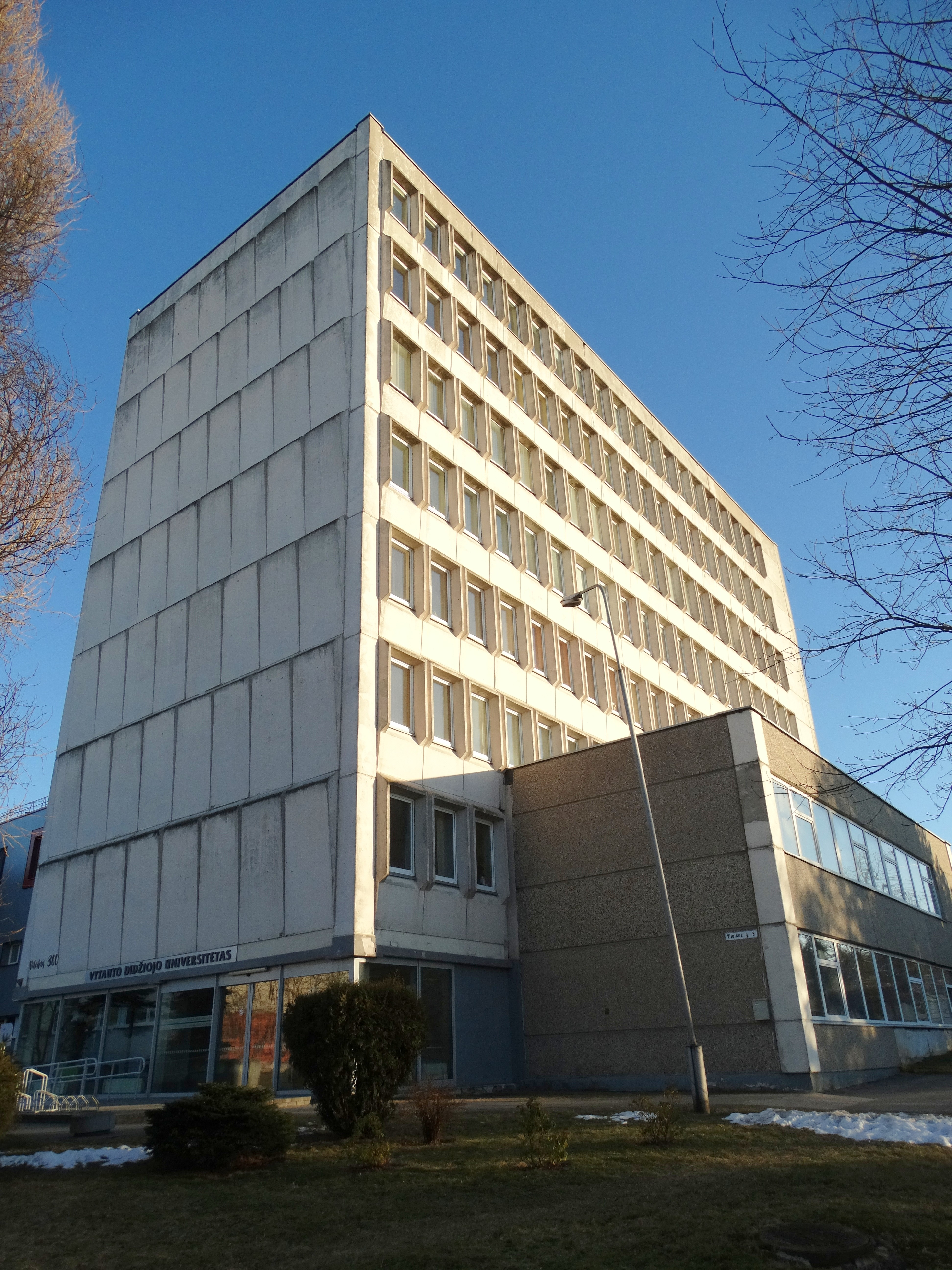
理學院/訊息學院
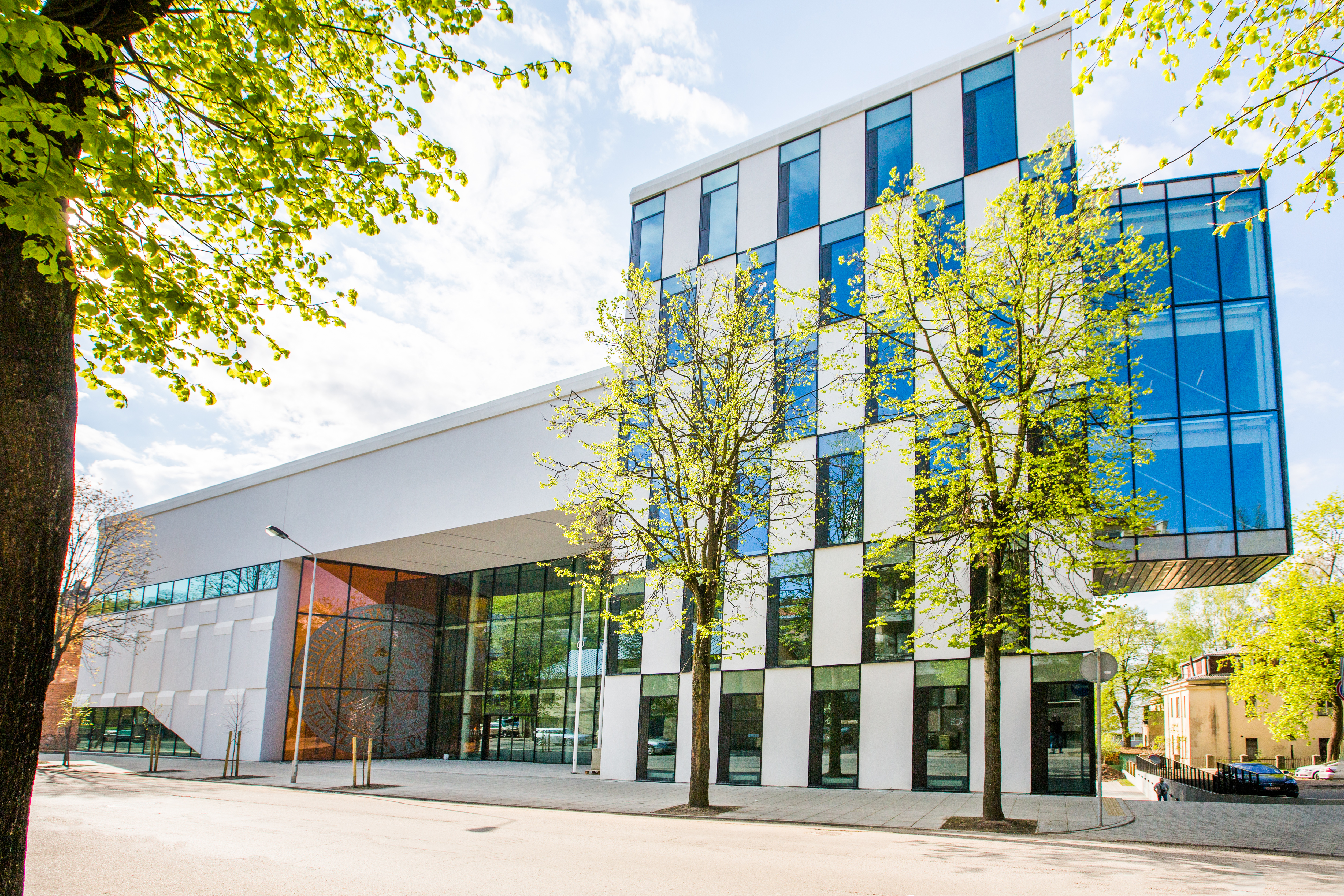
人文學院/政治外交學院
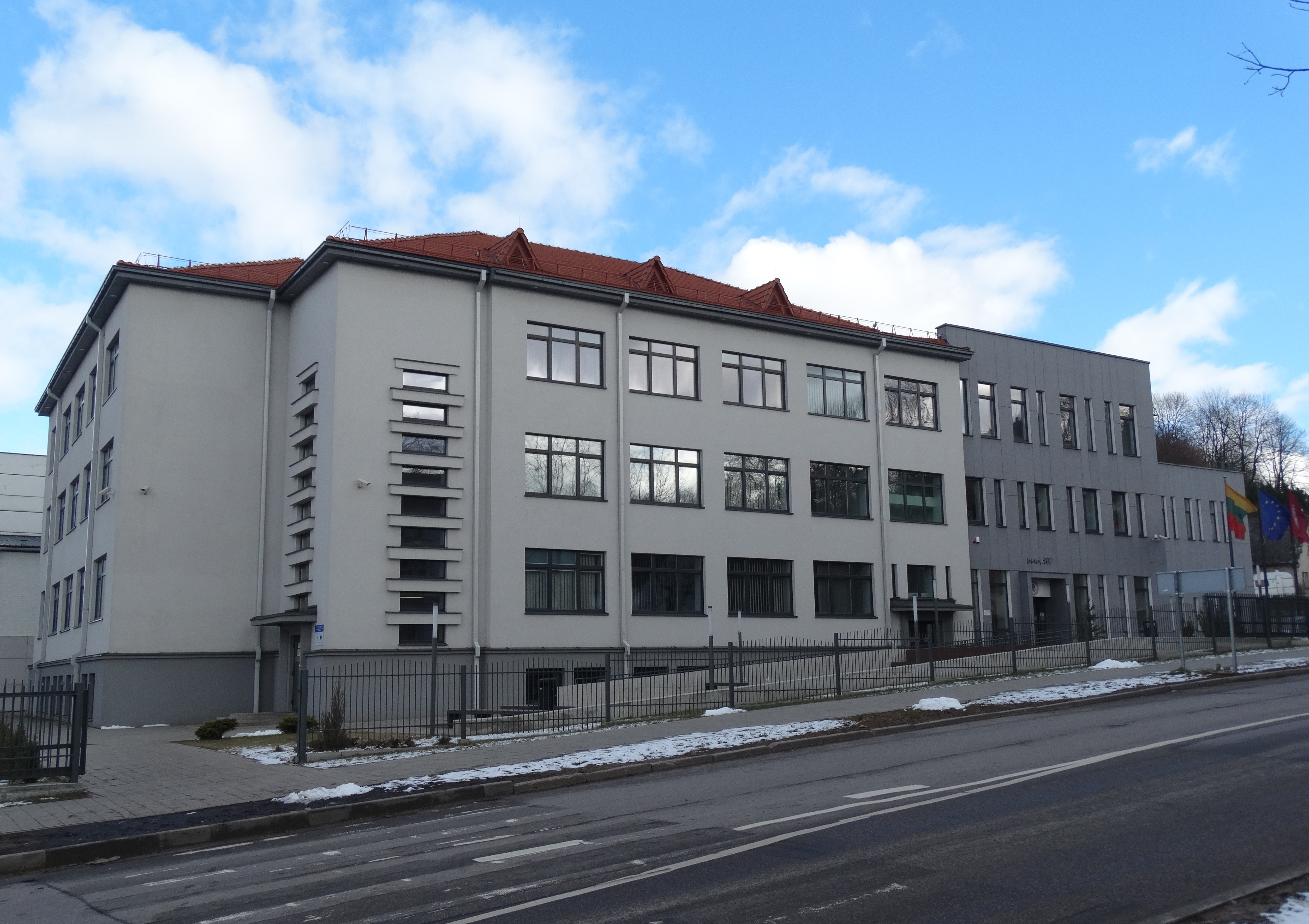
社會科學學院/法學院
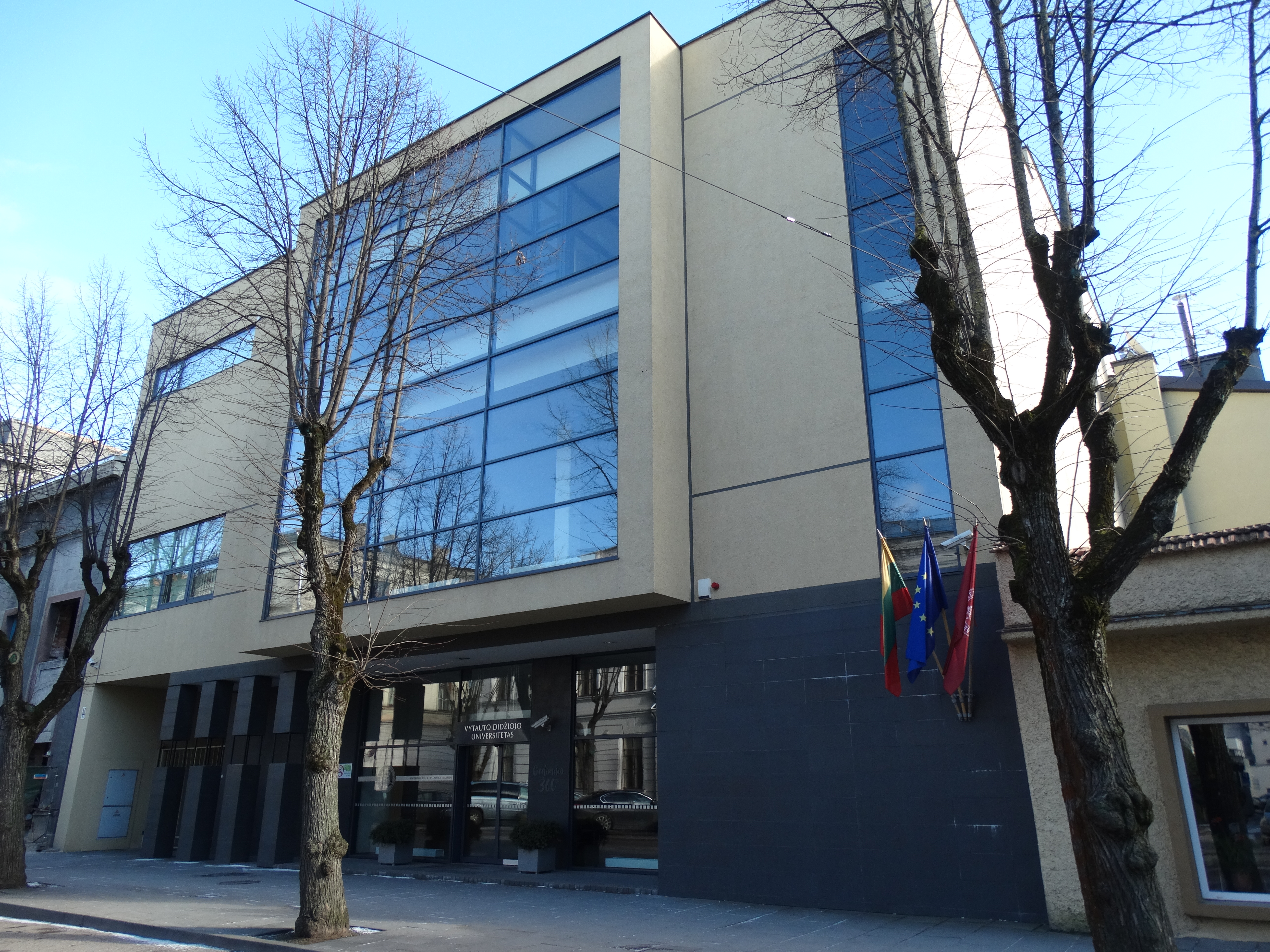
外國語言學院
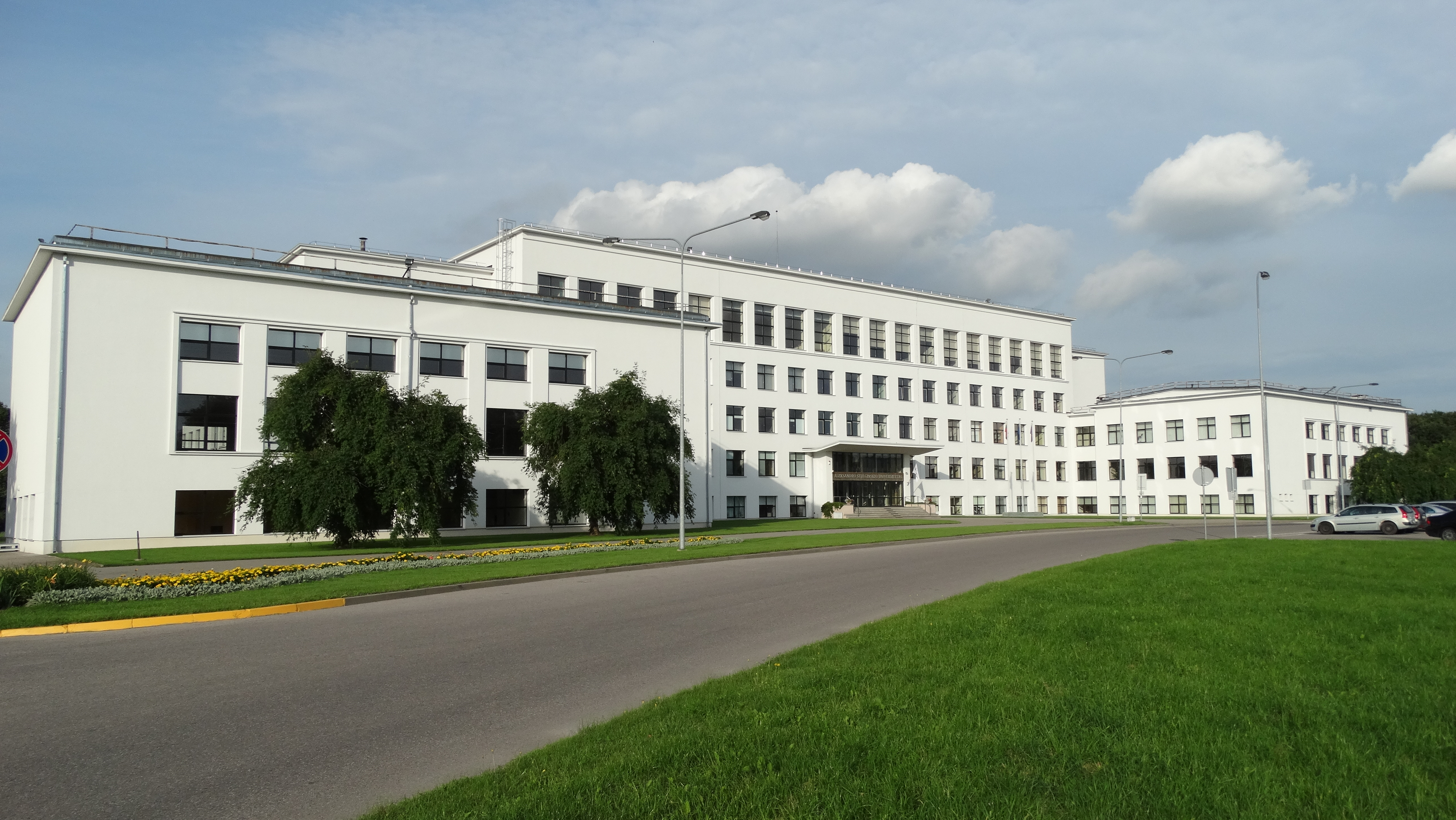
農學院
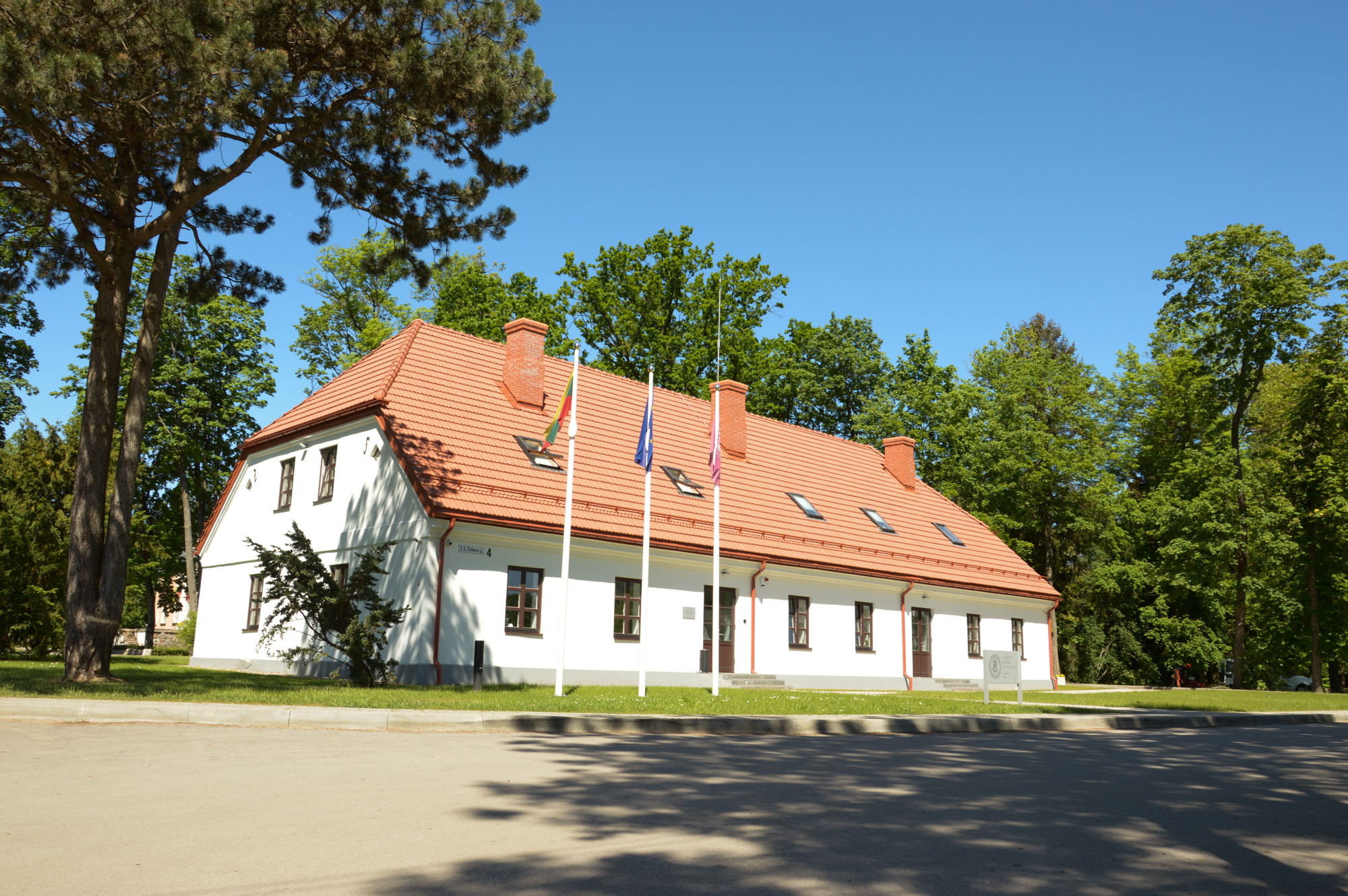
植物園

## 排名
該校於2020年QS世界大學排名在801-1000名之中。

## 知名人物
- Algirdas Antanas Avižienis，訊息學家，加利福尼亚大学洛杉矶分校教授
- Jurgis Blekaitis（英语：Jurgis Blekaitis），立陶宛詩人，前美国之音編輯
- Bernardas Brazdžionis（英语：Bernardas Brazdžionis），詩人
- 克拉夫季·杜日-杜舍夫斯基，白俄羅斯建築師、外交官、記者
- 阿爾吉爾達斯·朱利葉斯·格雷馬斯，立陶宛裔法國符號學家
- Jonas Jablonskis（英语：Jonas Jablonskis），語言學家
- 帕柳斯·揚庫納斯，籃球員
- 曼塔斯·卡尼提斯，籃球員
- Vincas Krėvė-Mickevičius（英语：Vincas Krėvė-Mickevičius），作家、哲學家、宾夕法尼亚大学教授
- 约纳斯·马丘利斯，籃球員
- Martin Lings（英语：Martin Lings），英文作家
- Salomėja Nėris（英语：Salomėja Nėris），詩人
- Constantin Andreas von Regel（英语：Constantin Andreas von Regel），園藝學家和植物學家
- Robert van Voren（英语：Robert van Voren），荷蘭人權活動家和政治學家

## 外部連結
- Vytautas Magnus University homepage （页面存档备份，存于）

54°53′54″N 23°54′50″E / 54.89833°N 23.91389°E